# Evangelische Kirche Sarreguemines

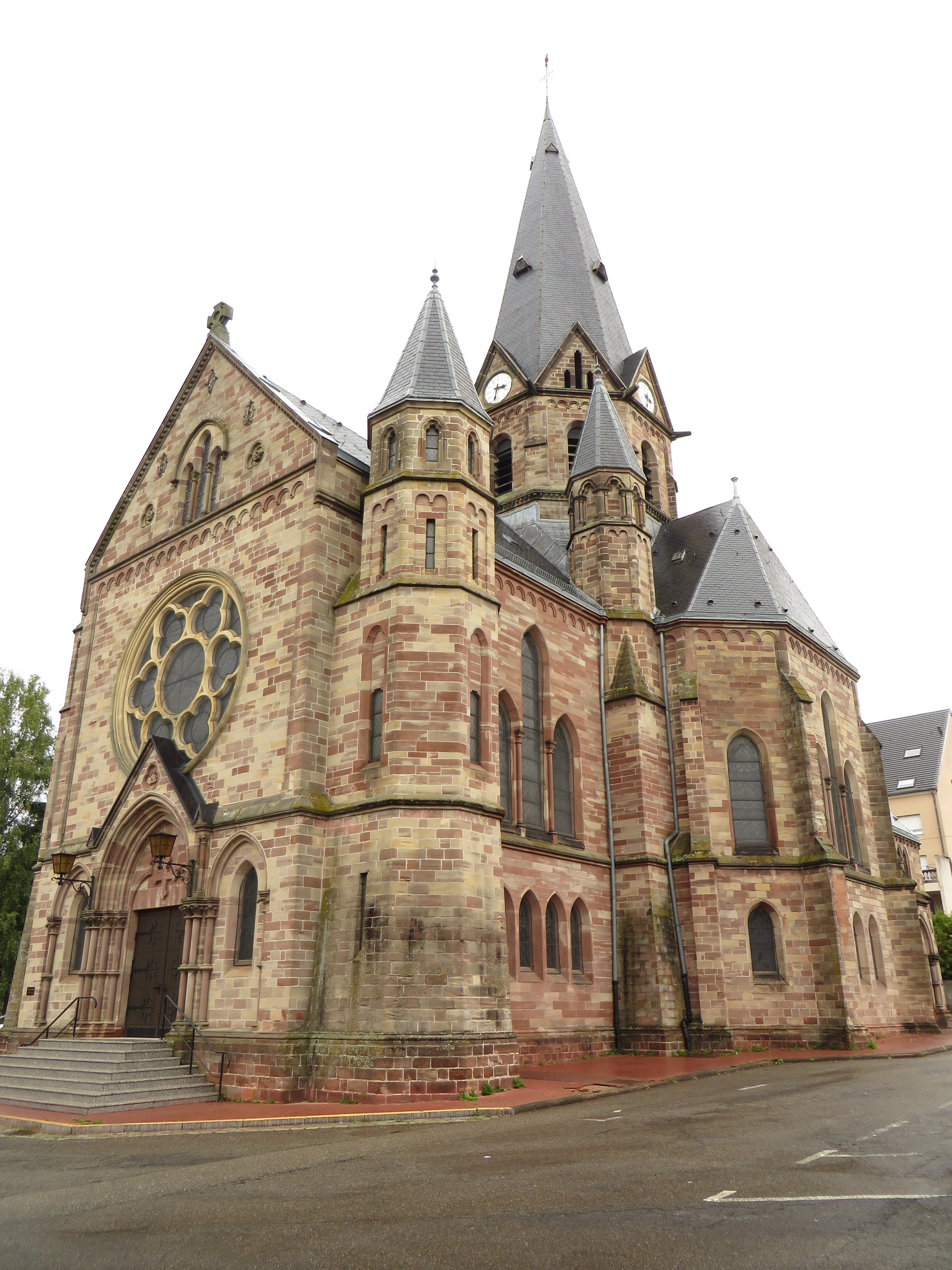
Evangelische Kirche Saargemünd

Die Evangelische Kirche (französisch: Église luthérienne) ist die evangelisch-lutherische Stadtkirche von Sarreguemines (deutsch Saargemünd), einer Stadt im französischen Département Moselle in Lothringen. Sie gehört der Protestantischen Kirche Augsburgischen Bekenntnisses von Elsass und Lothringen an. 

## Geschichte
Nachdem 1845 eine erste evangelische Kirche in Saargemünd errichtet worden war, wurde mit der Anlage einer preußischen Garnison nach dem Ende des Deutsch-Französischen Kriegs auf dem der Altstadt gegenüberliegenden Saarufer im Zentrum eines neuangelegten Wohngebiets die Evangelische Stadtkirche für die vorwiegend protestantischen Militär- und Verwaltungsangehörigen der Kreisstadt Saargemünd errichtet. Die Finanzierung wurde zu einem großen Teil von Kaiser Wilhelm II. getragen, mit ihrem Bau wurde 1897 der Stadtbaurat von Metz Conrad Wahn beauftragt, die Einweihung fand am 20. November 1898 durch Pastor Philippe Gangloff statt. Die während des Zweiten Weltkriegs 1943 beschädigte Kirche wurde nach ihrer Wiederherstellung durch den Architekten Tim Helmlinger, einen Bruder des Pfarrers Edouard Helmlinger, am 17. Dezember 1950 in Gegenwart des französischen Außenministers Robert Schuman eingeweiht.

## Architektur
Die städtebaulich wirksam im Schnittpunkt zweier Straßen positionierte evangelische Stadtkirche von Saargemünd wurde als ein Zentralbau in Sandstein mit kurzem Schiff, polygonal ausladendem Querhaus und einem Chorraum errichtet, überhöht von einem oktogonalen Vierungsturm und bereichert um Treppenturmanbauten zur Erschließung der Emporen. In stilistischer Hinsicht wählte Conrad Wahn die einfachen Formen der Frühgotik mit Lanzettfenstern, die an den Hauptseiten zu Dreiergruppen kombiniert sind, die Fassade zeigt über einem Wimpergportal eine Fensterrose. Der zentrale Vierungsraum ist von einem Sterngewölbe überdeckt, die Anräume sind kreuzrippengewölbt.

## Ausstattung
Anstelle der kriegszerstörten Ausstattung der Kirche wurde 1950 ein aus der Paulskirche in Straßburg erworbener Retabelaltar aufgestellt, dessen Mittelbild die Darstellung Jesus rettet den sinkenden Petrus (Mt 14,22–33 ) zeigt, begleitet von den Statuen der Apostel Petrus und Paulus.

### Orgel
Nach ihrem Wiederaufbau erhielt die Kirche 1952 eine mit zweiteiligem Freipfeifenprospekt seitlich der Fensterrose aufgestellte Orgel der Orgelbaufirma Ernest Mühleisen aus Straßburg. Das Werk besitzt die folgende Disposition:
| Grand-Orgue C–f3 |                |    |
| 1.               | Montre         | 8′ |
| 2.               | Bourdon        | 8′ |
| 3.               | Salicional     | 8′ |
| 4.               | Prestant       | 4′ |
| 5.               | Doublette      | 2′ |
| 6.               | Cornet V       |    |
| 7.               | Fourniture III |    |

| Positif de dos C–f3 |             |        |
| 08.                 | Bourdon     | 8′     |
| 09.                 | Prestant    | 4′     |
| 10.                 | Nazard      | 2 ⁄3′  |
| 11.                 | Doublette   | 2′     |
| 12.                 | Tierce      | 1 3⁄5′ |
| 13.                 | Cymbale III |        |
| 14.                 | Cromorne    | 8′     |

| Récit expressif C–f3 |                  |       |
| 15.                  | Diapason         | 8′    |
| 16.                  | Flûte            | 8′    |
| 17.                  | Principal        | 4′    |
| 18.                  | Cor de nuit      | 4′    |
| 19.                  | Quarte de nazard | 2′    |
| 20.                  | Larigot          | 1 ⁄3′ |
| 21.                  | Fourniture IV    |       |
| 22.                  | Trompette        | 8′    |
| 23.                  | Clairon          | 4′    |

| Pédale C–c1 |           |     |
| 19.         | Flûte     | 16′ |
| 20.         | Soubasse  | 16′ |
| 21.         | Flûte     | 08′ |
| 22.         | Flûte     | 04′ |
| 23.         | Bombarde  | 16′ |
| 24.         | Trompette | 08′ |
| 25.         | Clairon   | 04′ |

- Koppeln: II/I, III/I, III/II, I/P